# هنري ستانيسلاس هارود
هنري ستانيسلاس هارود هو فلاح وسياسي كندي، ولد في 8 أغسطس 1838 في فودرويدوريون في كندا، وتوفي في 28 أغسطس 1911 في مونتريال في كندا. نشط حزبياً في الحزب الليبرالي الكندي. وقد انتخب عمدة وانتخب عضو مجلس العموم الكندي.